# Sérgio Paulo Rouanet
Sérgio Paulo Rouanet   (Rio de Janeiro, 23 de febrer de 1934 - Rio de Janeiro, 3 de juliol de 2022) va ser un diplomàtic, filòsof, assagista i erudit brasiler. Va ser secretari nacional de Cultura entre 1991 i 1992. Durant el seu mandat va crear la Llei d'incentius a la cultura, una llei de bonificació fiscal per a empreses i ciutadans patrocinadors d'activitats culturals, que es va conèixer com a Llei Rouanet.
Va ser membre de l'Acadèmia Brasilera de Lletres des de 1992 fins a la seva mort.

## Biografia
Nascut a Rio de Janeiro, es va llicenciar en Ciències socials a la Pontifícia Universitat Catòlica de Rio de Janeiro. Va obtenir un màster en ciències polítiques per la Universitat de Georgetown, en Economia per la Universitat George Washington, en Filosofia per la New York School for Social Research i també un doctorat per la Universitat de São Paulo.
Rouanet va ser cònsol general del Brasil a Zuric del 1976 al 1982 i ambaixador del Brasil a Dinamarca del 1987 al 1991, quan va ser nomenat pel president Fernando Collor de Mello per ocupar la Secretaria Nacional de Cultura. Després de la destitució de Collor de Mello, el 1992, Rouanet va dimitir i va ser nomenat cònsol general del Brasil a Berlín de 1993 a 1995 i ambaixador a la República Txeca de 1995 a 2000.
Rouanet va morir a causa de la malaltia de Parkinson el 3 de juliol de 2022, a Rio de Janeiro.

## Obra publicada
- O homem é o discurso Arqueologia de Michel Foucault, amb José Guilherme Merquior (1971);
- Imaginário e dominação (1978);
- Habermas, amb Bárbara Freitag (1980)
- Edipo e o anjo. Itinerários freudianos em Walter Benjamin (1981)
- Criação no Brasil de uma Escola Superior de Administração Pública (1982)
- Teoria crítica e psicanálise (1983)
- A razão cativa. As ilusões da consciência: de Platão a Freud (1985)
- As razões do Iluminismo (1987)
- O espectador noturno. A Revolução Francesa através de Rétif de la Bretonne (1988)
- A coruja e o sambódromo (1988)
- A latinidade como parado (1999)
- A razão nômade: Walter Benjamin e outros viajantes (1994)
- Mal-estar na modernidade (2001)
- Os dez amigos de Freud (2003)
- Idéias: da cultura global à universal (2003)
- Riso e Melancolia (2007)
- Rouanet 80 anos (2016).